# Cornus (Aveyron)
Pour les articles homonymes, voir Cornus.
Cornus (/kɔʁ.nys/) est une commune française située dans le département de l'Aveyron, en région Occitanie.

## Géographie

### Localisation
Le territoire de la commune matérialise une fraction sud du Massif central. Il s'étend sur une partie sud ouest du causse du Larzac. La commune de Cornus domine la vallée de la Sorgues, à une altitude de 645 mètres.

### Communes limitrophes
Les communes limitrophes sont  Fondamente, La Couvertoirade, Le Clapier, Les Rives, Romiguières, Saint-Beaulize et Sainte-Eulalie-de-Cernon.
| Saint-Beaulize | Sainte-Eulalie-de-Cernon |                     |
| Fondamente     | Cornus                   | La Couvertoirade    |
| Le Clapier     | Romiguières (Hérault)    | Les Rives (Hérault) |

### Hydrographie

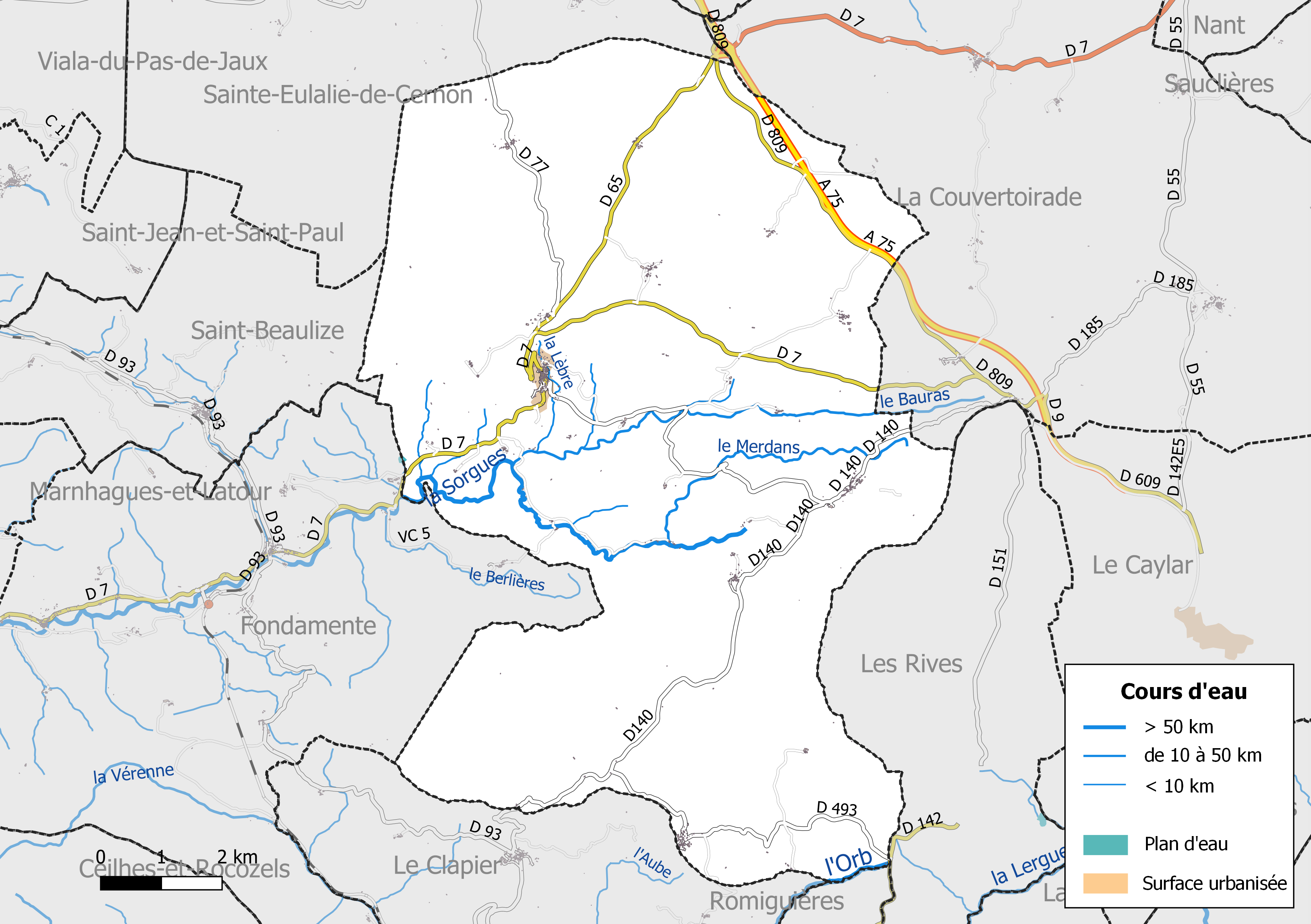
Réseaux hydrographique et routier de Cornus.

La commune est drainée par l'Orb, la Sorgues, le Bauras, le Merdans, la Lèbre, le ruisseau de Frayssinet et par divers petits cours d'eau.
L'Orb, d'une longueur totale de 135,4 km, prend sa source dans la commune de Cornus et se jette  dans la Mer Méditerranée à, après avoir arrosé 33 communes.
La Sorgues, d'une longueur totale de 46,4 km, prend sa source dans la commune de Cornus et se jette  dans le Dourdou de Camarès à Vabres-l'Abbaye, après avoir arrosé 7 communes.

### Climat
Pour des articles plus généraux, voir Climat de l'Occitanie et Climat de l'Aveyron.
En 2010, le climat de la commune est de type climat des marges montargnardes, selon une étude s'appuyant sur une série de données couvrant la période 1971-2000. En 2020, Météo-France publie une typologie des climats de la France métropolitaine dans laquelle la commune est dans une zone de transition entre le climat de montagne et le climat méditerranéen et est dans la région climatique Sud-est du Massif Central, caractérisée par une pluviométrie annuelle de 1 000 à 1 500 mm, minimale en été, maximale en automne.
Pour la période 1971-2000, la température annuelle moyenne est de 10,5 °C, avec une amplitude thermique annuelle de 15,7 °C. Le cumul annuel moyen de précipitations est de 1 147 mm, avec 10,6 jours de précipitations en janvier et 4,4 jours en juillet. Pour la période 1991-2020, la température moyenne annuelle observée sur la station météorologique installée sur la commune est de 10,1 °C et le cumul annuel moyen de précipitations est de 1 007,4 mm,. Pour l'avenir, les paramètres climatiques de la commune estimés pour 2050 selon différents scénarios d'émission de gaz à effet de serre sont consultables sur un site dédié publié par Météo-France en novembre 2022.
| Mois                                  | jan.           | fév.           | mars           | avril          | mai           | juin          | jui.         | août          | sep.          | oct.          | nov.           | déc.         | année      |
| ------------------------------------- | -------------- | -------------- | -------------- | -------------- | ------------- | ------------- | ------------ | ------------- | ------------- | ------------- | -------------- | ------------ | ---------- |
| Température minimale moyenne (°C)     | −1,4           | −2             | 0,2            | 3,1            | 6,4           | 10            | 11,9         | 11,5          | 8,4           | 6,4           | 2,7            | −0,6         | 4,7        |
| Température moyenne (°C)              | 2,3            | 2,5            | 5,5            | 8,8            | 12,1          | 16,5          | 18,9         | 18,5          | 14,8          | 11,1          | 6,5            | 3,3          | 10,1       |
| Température maximale moyenne (°C)     | 6,1            | 7              | 10,9           | 14,4           | 17,7          | 23            | 25,9         | 25,5          | 21,1          | 15,8          | 10,3           | 7,3          | 15,4       |
| Record de froid (°C) date du record   | −17,9 30.01.04 | −15,4 15.02.10 | −17,3 02.03.05 | −10,3 08.04.21 | −4,5 01.05.04 | −0,1 10.06.05 | 4,3 03.07.11 | 2,6 15.08.06  | −2,9 20.09.10 | −7,4 30.10.12 | −10,8 29.11.13 | −14 12.12.12 | −17,9 2004 |
| Record de chaleur (°C) date du record | 20,7 01.01.22  | 22 27.02.19    | 22,3 31.03.12  | 26,5 07.04.11  | 29,2 21.05.22 | 36,1 17.06.22 | 35 16.07.22  | 38,6 23.08.23 | 31,7 04.09.05 | 28,8 02.10.11 | 21,6 01.11.20  | 20 23.12.12  | 38,6 2023  |
| Précipitations (mm)                   | 87,1           | 70,6           | 75,8           | 95,9           | 88,2          | 49,8          | 36,1         | 55,4          | 84,3          | 140,8         | 141            | 82,4         | 1 007,4    |

### Milieux naturels et biodiversité

#### Espaces protégés
La protection réglementaire est le mode d’intervention le plus fort pour préserver des espaces naturels remarquables et leur biodiversité associée.
Dans ce cadre, la commune fait partie d'un espace protégé, le parc naturel régional des Grands Causses, créé en 1995 et d'une superficie de 327 937 ha, s'étend sur 97 communes. Ce territoire rural habité, reconnu au niveau national pour sa forte valeur patrimoniale et paysagère, s’organise autour d’un projet concerté de développement durable, fondé sur la protection et la valorisation de son patrimoine,,.

#### Sites Natura 2000

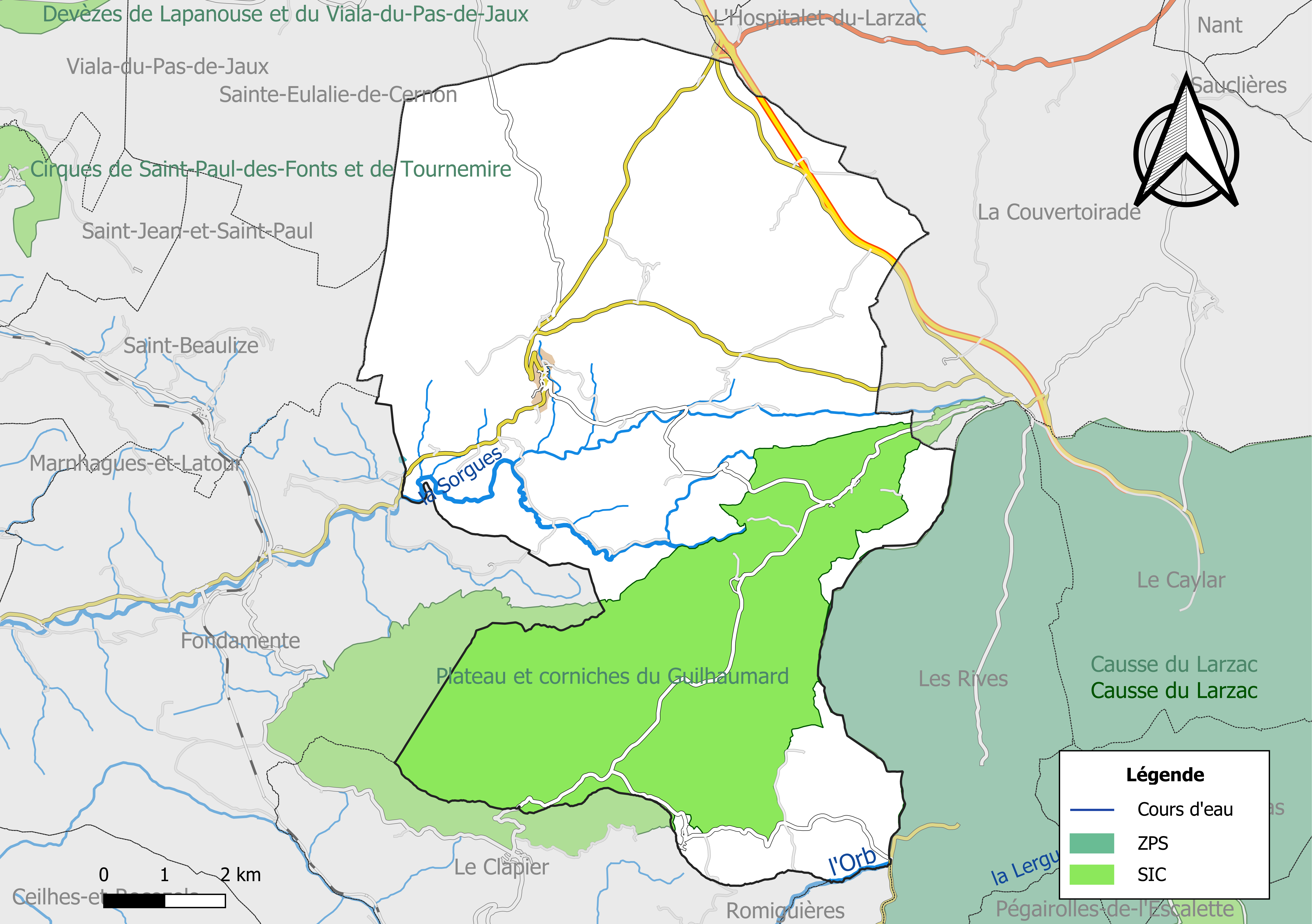
Sites Natura 2000 sur le territoire communal.

Le réseau Natura 2000 est un réseau écologique européen de sites naturels d’intérêt écologique élaboré à partir des Directives « Habitats » et « Oiseaux ». Ce réseau est constitué de zones spéciales de conservation (ZSC) et de zones de protection spéciale (ZPS). Dans les zones de ce réseau, les États Membres s'engagent à maintenir dans un état de conservation favorable les types d'habitats et d'espèces concernés, par le biais de mesures réglementaires, administratives ou contractuelles.
Un site Natura 2000 a été défini sur la commune au titre de la « directive Habitats » : 
Le « Plateau et corniches du Guilhaumard », d'une superficie de 3 744 ha, est un plateau calcaire et dolomitique avec falaises et escarpements rocheux. Ce site présente également de nombreuses grottes et avens (Mas Raynal, Mas Estrech, etc.).

#### Zones naturelles d'intérêt écologique, faunistique et floristique
L’inventaire des zones naturelles d'intérêt écologique, faunistique et floristique (ZNIEFF) a pour objectif de réaliser une couverture des zones les plus intéressantes sur le plan écologique, essentiellement dans la perspective d’améliorer la connaissance du patrimoine naturel national et de fournir aux différents décideurs un outil d’aide à la prise en compte de l’environnement dans l’aménagement du territoire.
Le territoire communal de Cornus comprend cinq ZNIEFF de type 1, : 
- le « Bois de Pente de Saint-véran » (224,8 ha), couvrant 2 communes du département[17]
- le « Causse du Larzac à la couvertoirade » (1 798 ha), couvrant 2 communes du département[18] ;
- les « Corniches de Cornus et de Saint-Beaulize » (312,8 ha), couvrant 3 communes du département[19] ;
- le « Plateau de Guilhaumard et corniches sud » (4 068 ha), couvrant 5 communes dont 3 dans l'Aveyron et 2 dans l'Hérault[20];
- les « Rocs du Louradou et devèzes de Fourès » (645,4 ha), couvrant 3 communes du département[21]

et une ZNIEFF de type 2,, 
le « Causse du Larzac » (50 424 ha), qui s'étend sur 23 communes dont 21 dans l'Aveyron et 2 dans l'Hérault.

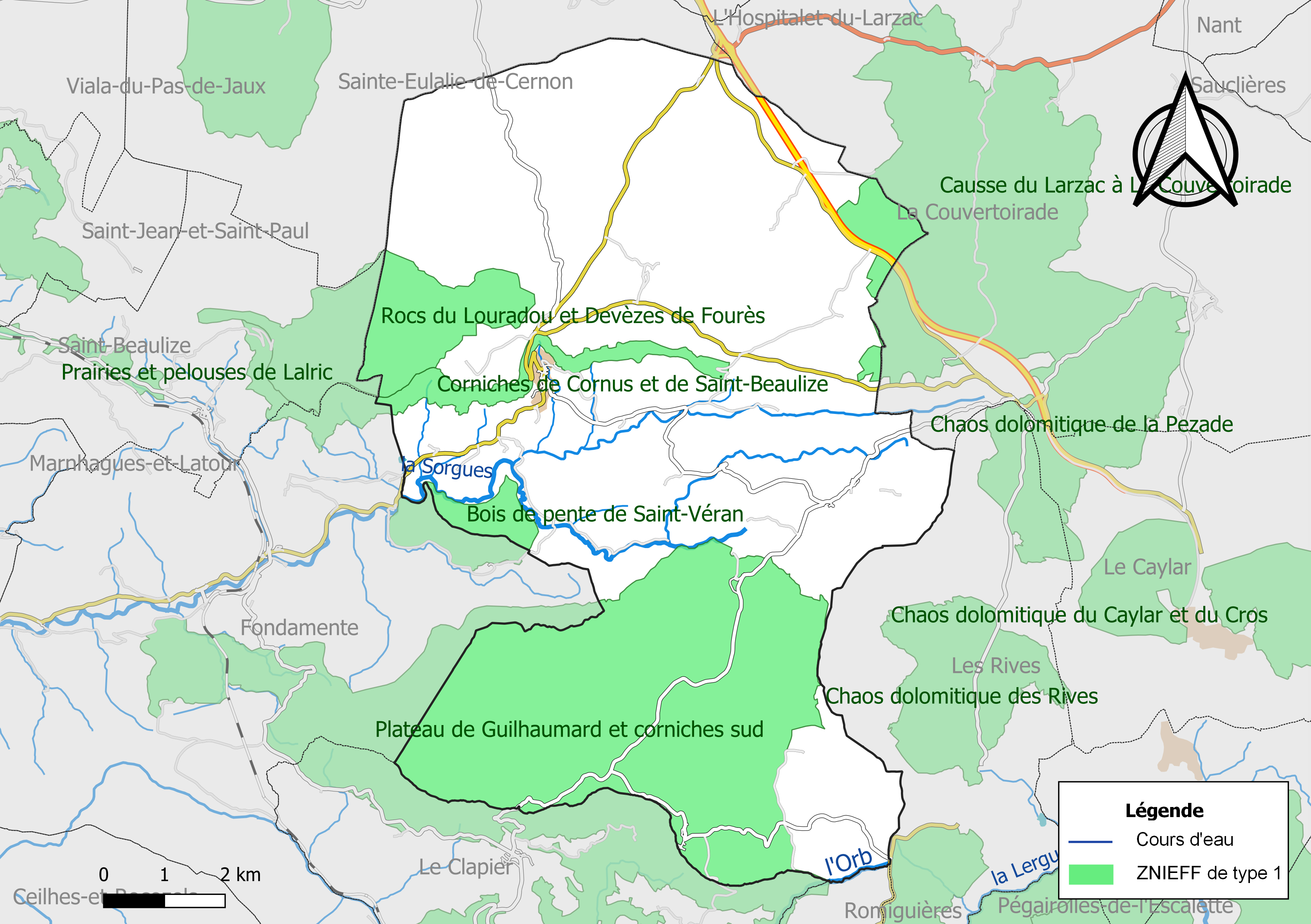
Carte des ZNIEFF de type 1 de la commune.
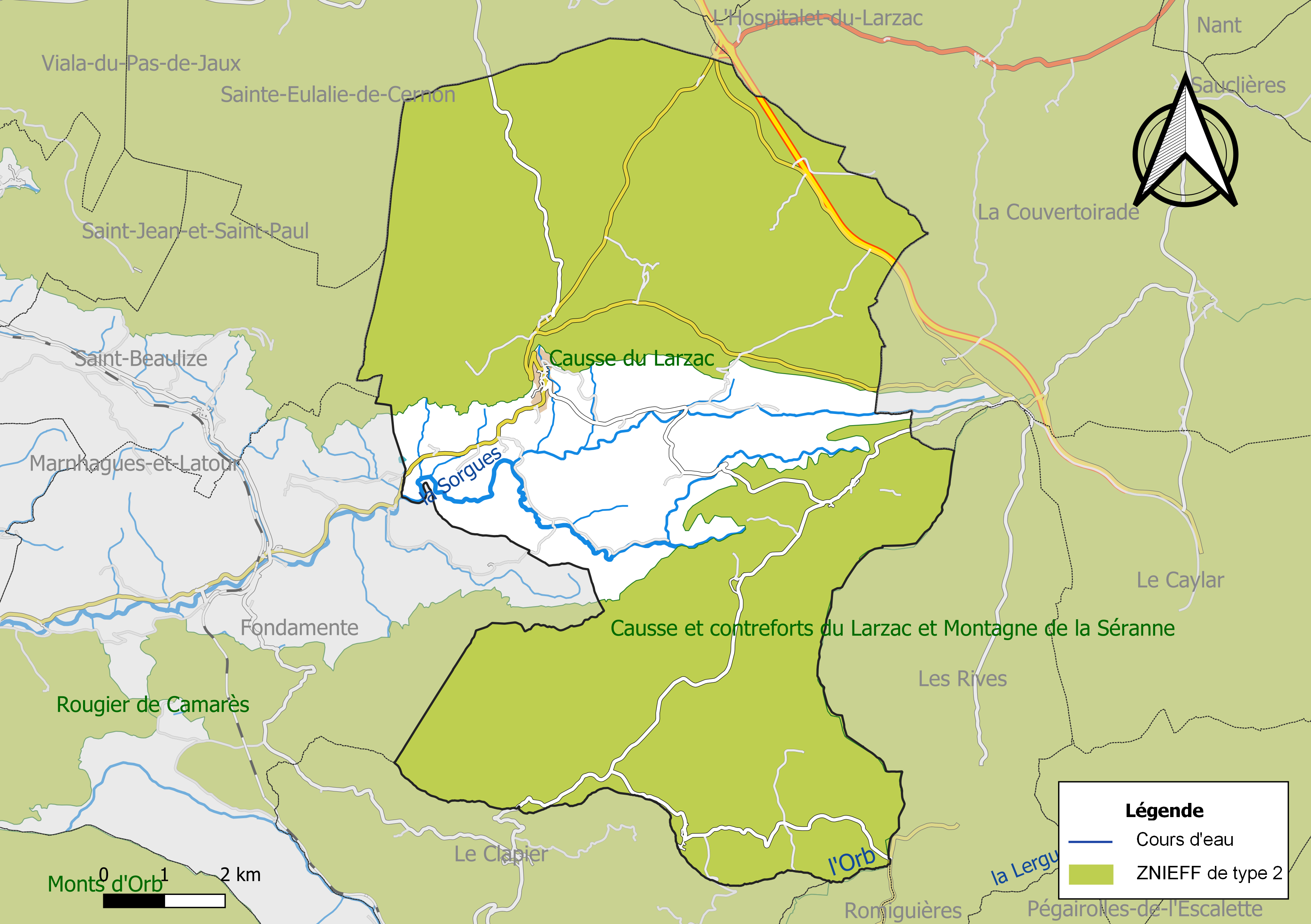
Carte de la ZNIEFF de type 2 de la commune.

## Urbanisme

### Typologie
Au 1er janvier 2024, Cornus est catégorisée commune rurale à habitat très dispersé, selon la nouvelle grille communale de densité à 7 niveaux définie par l'Insee en 2022.
Elle est située hors unité urbaine et hors attraction des villes,.

### Occupation des sols

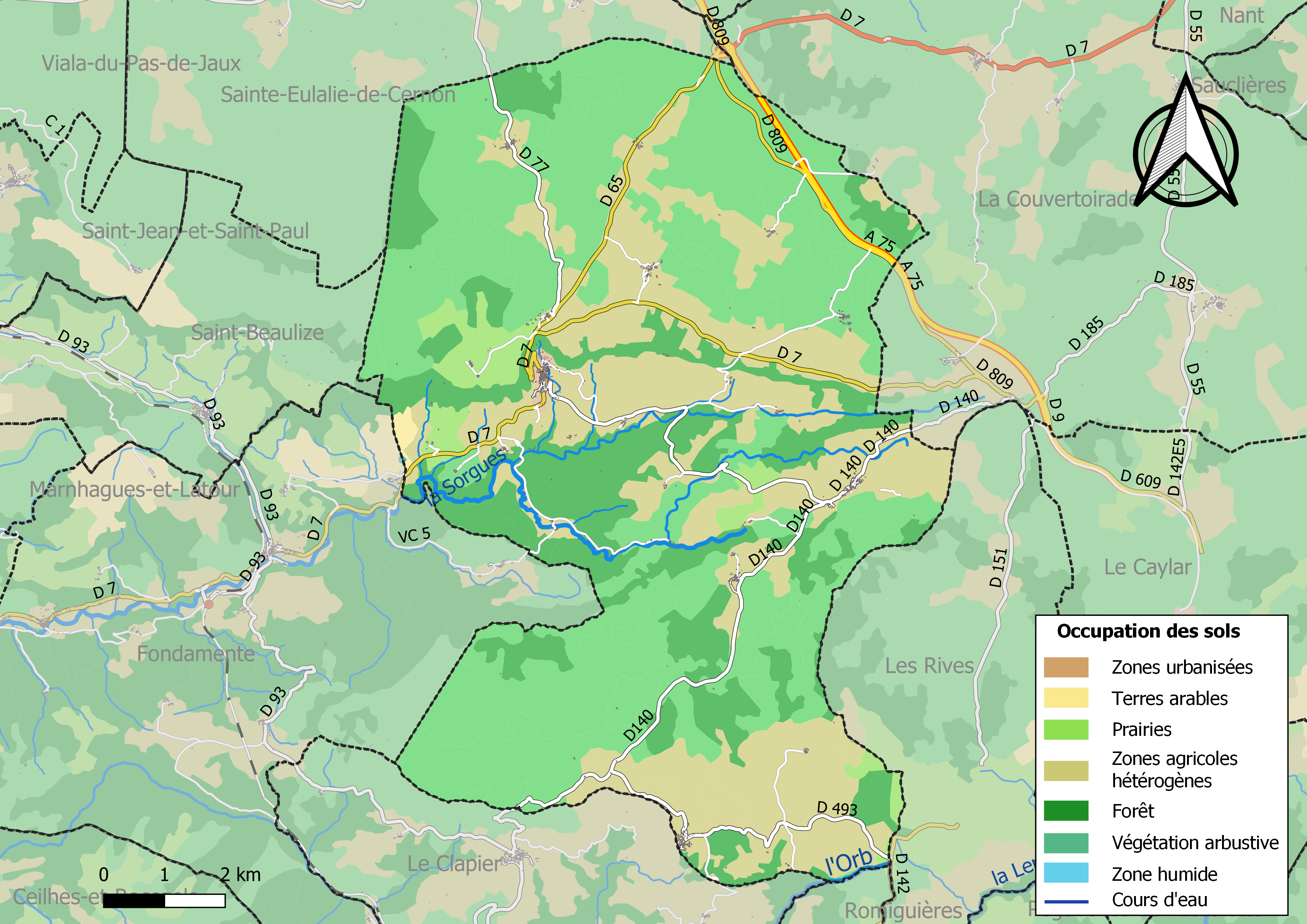
Infrastructures et occupation des sols de la commune de Cornus.

L'occupation des sols de la commune, telle qu'elle ressort de la base de données européenne d’occupation biophysique des sols Corine Land Cover (CLC), est marquée par l'importance des forêts et milieux semi-naturels (66,4 % en 2018), une proportion sensiblement équivalente à celle de 1990 (66,6 %). La répartition détaillée en 2018 est la suivante : 
milieux à végétation arbustive et/ou herbacée (42,3 %), zones agricoles hétérogènes (29,9 %), forêts (23,7 %), prairies (3,2 %), espaces ouverts, sans ou avec peu de végétation (0,4 %), zones urbanisées (0,3 %), terres arables (0,2 %).

### Planification
La loi SRU du 13 décembre 2000 a incité fortement les communes à se regrouper au sein d’un établissement public, pour déterminer les partis d’aménagement de l’espace au sein d’un SCoT, un document essentiel d’orientation stratégique des politiques publiques à une grande échelle. La commune est dans le territoire du SCoT du parc naturel régional des Grands Causses, approuvé le vendredi 7 juillet 2017 par le comité syndical et mis à l’enquête publique en décembre 2019. La structure porteuse est le pôle d'équilibre territorial et rural du PNR des Grands Causses, qui associe huit communautés de communes, notamment la communauté de communes Larzac et Vallées, dont la commune est membre.
La commune disposait en 2017 d'un plan local d'urbanisme en révision. Le zonage réglementaire et le règlement associé peuvent être consultés sur le Géoportail de l'urbanisme.

### Risques majeurs
Le territoire de la commune de Cornus est vulnérable à différents aléas naturels : inondations, climatiques (hiver exceptionnel ou canicule), feux de forêts et séisme (sismicité très faible).
Il est également exposé à un risque technologique, le transport de matières dangereuses, et à un risque particulier, le risque radon,.

#### Risques naturels

Zones inondables de la commune de Cornus.

Certaines parties du territoire communal sont susceptibles d’être affectées par le risque d’inondation par débordement de la Sorgues. Les dernières grandes crues historiques, ayant touché plusieurs parties du département, remontent aux 3 et 4 décembre 2003 (dans les bassins du Lot, de l'Aveyron, du Viaur et du Tarn) et au 28 novembre 2014 (bassins de la Sorgues et du Dourdou). Ce risque est pris en compte dans l'aménagement du territoire de la commune par le biais du plan de prévention du risque inondation (PPRI) du bassin du bassin de la « Sorgues et du Dourdou de Camarès aval », approuvé le 23 mai 2017.
Le Plan départemental de protection des forêts contre les incendies découpe le département de l’Aveyron en sept « bassins de risque » et définit une sensibilité des communes à l’aléa feux de forêt (de faible à très forte). La commune est classée en sensibilité très forte.
Les mouvements de terrains susceptibles de se produire sur la commune sont soit des mouvements liés au retrait-gonflement des argiles, soit des effondrements liés à des cavités souterraines. Le phénomène de retrait-gonflement des argiles est la conséquence d'un changement d'humidité des sols argileux. Les argiles sont capables de fixer l'eau disponible mais aussi de la perdre en se rétractant en cas de sécheresse. Ce phénomène peut provoquer des dégâts très importants sur les constructions (fissures, déformations des ouvertures) pouvant rendre inhabitables certains locaux. La carte de zonage de cet aléa peut être consultée sur le site de l'observatoire national des risques naturels Géorisques. Une autre carte permet de prendre connaissance des cavités souterraines localisées sur la commune.

#### Risques technologiques
Le risque de transport de matières dangereuses sur la commune est lié à sa traversée par une route à fort trafic. Un accident se produisant sur une telle infrastructure est en effet susceptible d’avoir des effets graves au bâti ou aux personnes jusqu’à 350 m, selon la nature du matériau transporté. Des dispositions d’urbanisme peuvent être préconisées en conséquence.

#### Risque particulier
Dans plusieurs parties du territoire national, le radon, accumulé dans certains logements ou autres locaux, peut constituer une source significative d’exposition de la population aux rayonnements ionisants. Toutes les communes du département sont concernées par le risque radon à un niveau plus ou moins élevé. La commune de Cornus est classée à risque faible.

## Histoire
Cornus, proche du confluent de la Sorgues et du ruisseau de Boras, était un des passages entre le Rouergue et le Languedoc.
Il y eut autrefois une importante activité industrielle liée aux richesses du sous-sol et de l’élevage du causse (papeteries, filatures, tanneries, moulins, caves).

## Politique et administration

### Découpage territorial
La commune de Cornus est membre de la communauté de communes Larzac et Vallées, un établissement public de coopération intercommunale (EPCI) à fiscalité propre créé le 13 décembre 2004 dont le siège est à Cornus. Ce dernier est par ailleurs membre d'autres groupements intercommunaux.
Sur le plan administratif, elle est rattachée à l'arrondissement de Millau, au département de l'Aveyron et à la région Occitanie. Sur le plan électoral, elle dépend du  canton des Causses-Rougiers pour l'élection des conseillers départementaux, depuis le redécoupage cantonal de 2014 entré en vigueur en 2015, et de la troisième circonscription de l'Aveyron  pour les élections législatives, depuis le dernier découpage électoral de 2010.

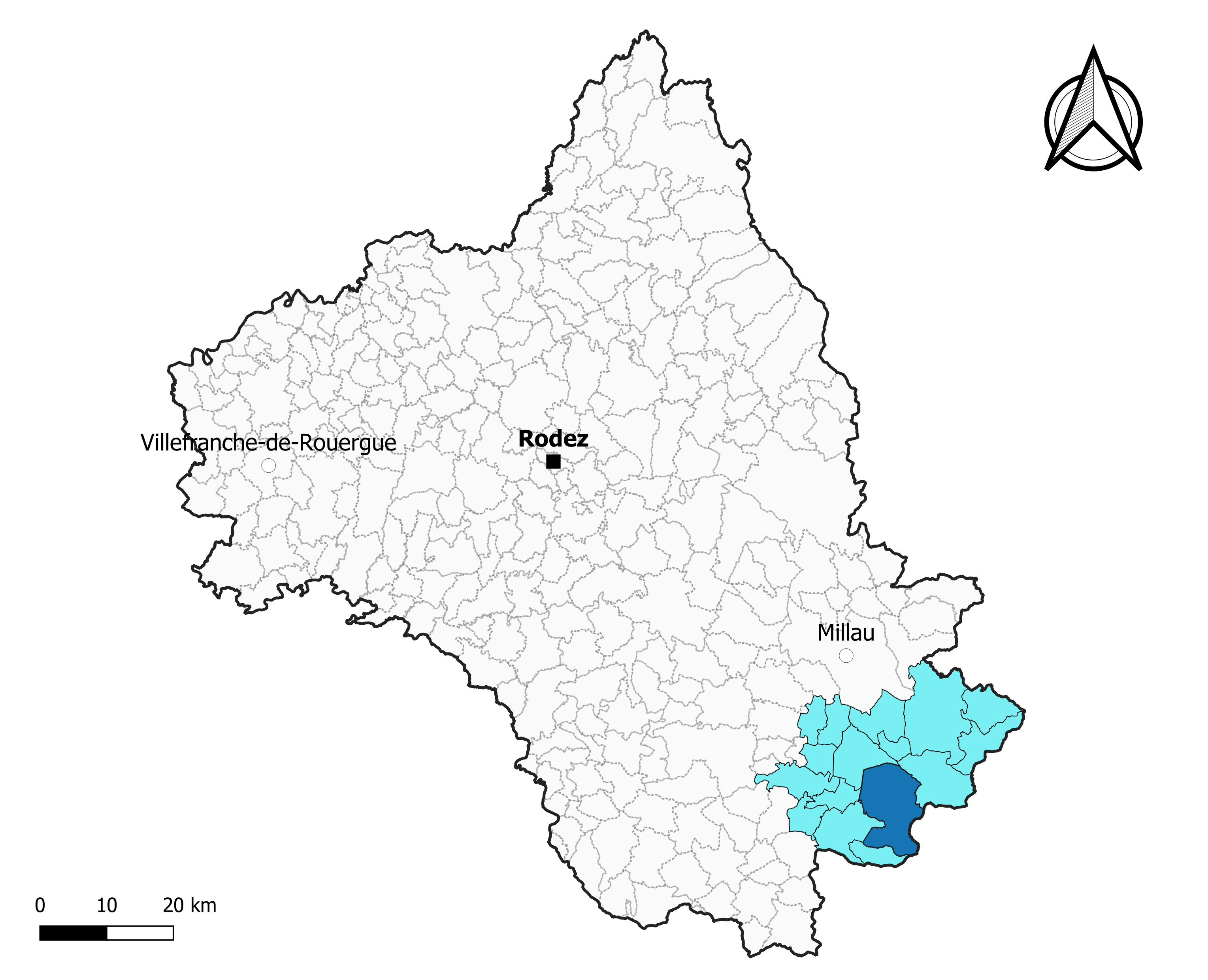
Cornus dans l'intercommunalité en 2020.
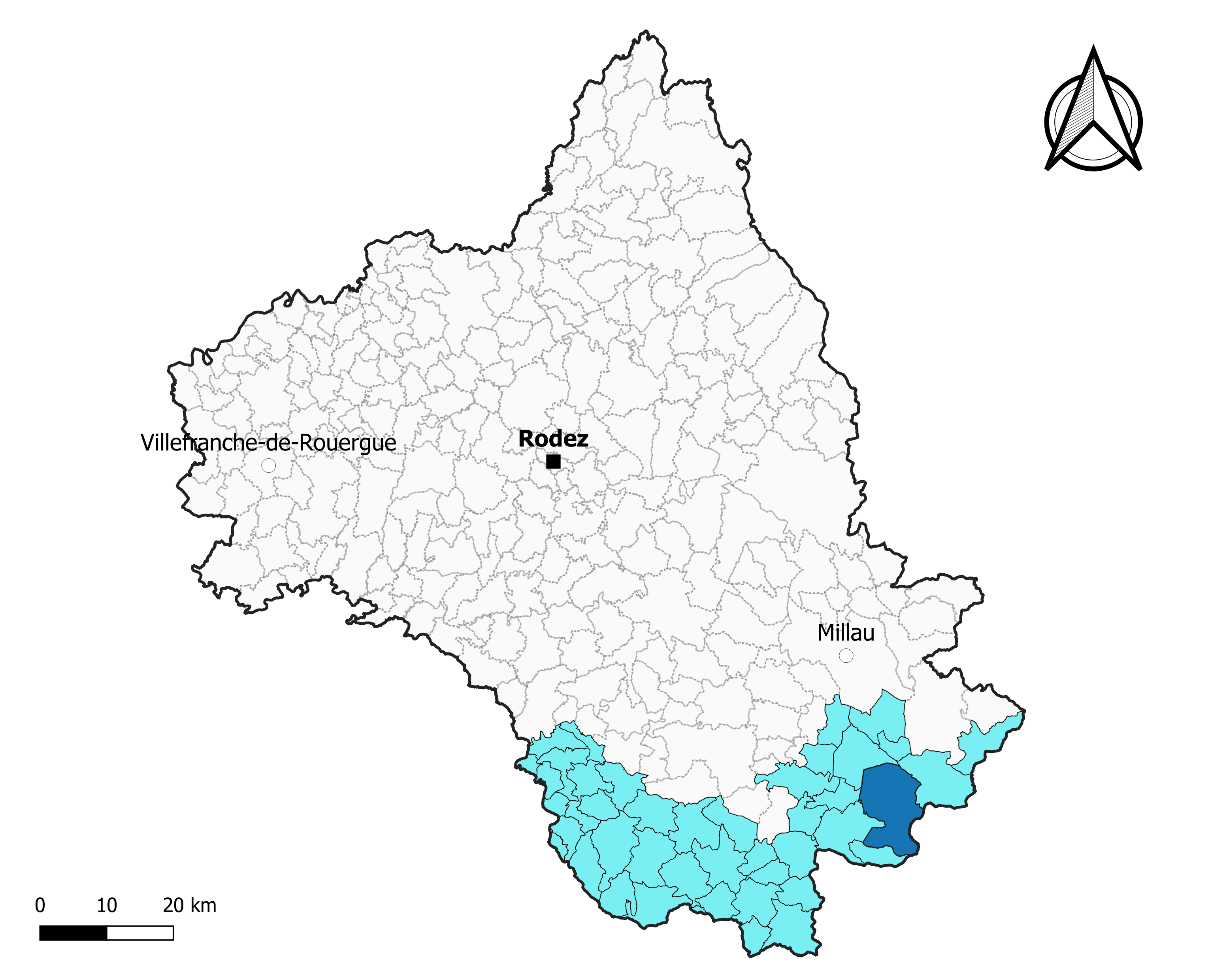
Cornus dans le canton des Causses-Rougiers en 2020.
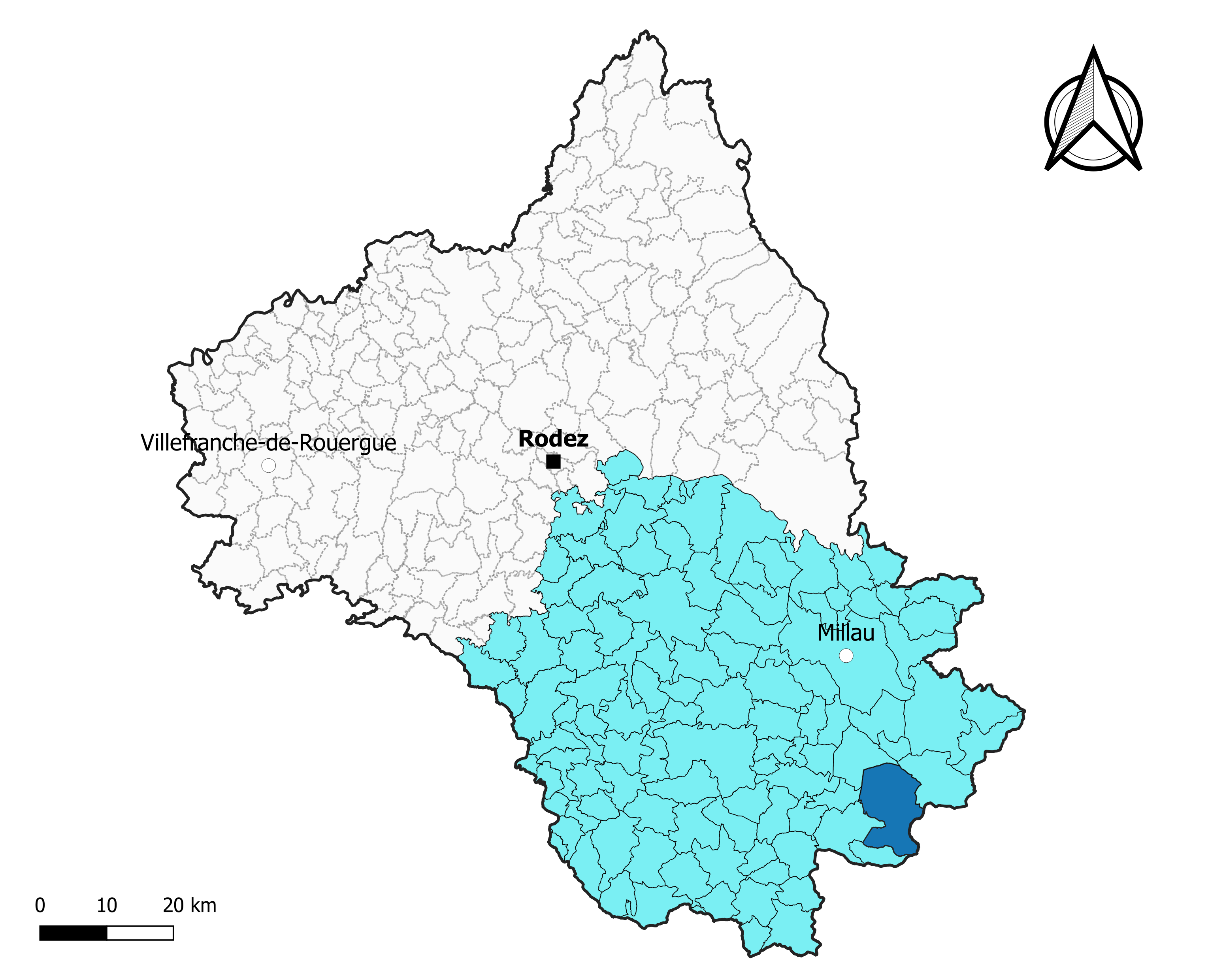
Cornus dans l'arrondissement de Millau en 2020.

### Élections municipales et communautaires

#### Élections de 2020
Le conseil municipal de Cornus, commune de moins de 1 000 habitants, est élu au scrutin majoritaire plurinominal à deux tours avec candidatures isolées ou groupées et possibilité de panachage. Compte tenu de la population communale, le nombre de sièges à pourvoir lors des élections municipales de 2020 est de 15. La totalité des quinze candidats en lice est élue dès le premier tour, le 15 mars 2020, avec un taux de participation de 70,1 %.
Christophe Laborie, maire sortant, est réélu pour un nouveau mandat le 23 mai 2020.
Dans les communes de moins de 1 000 habitants, les conseillers communautaires sont désignés parmi les conseillers municipaux élus en suivant l’ordre du tableau (maire, adjoints puis conseillers municipaux) et dans la limite du nombre de sièges attribués à la commune au sein du conseil communautaire. Trois sièges sont attribués à la commune au sein de la communauté de communes Larzac et Vallées.

#### Liste des maires

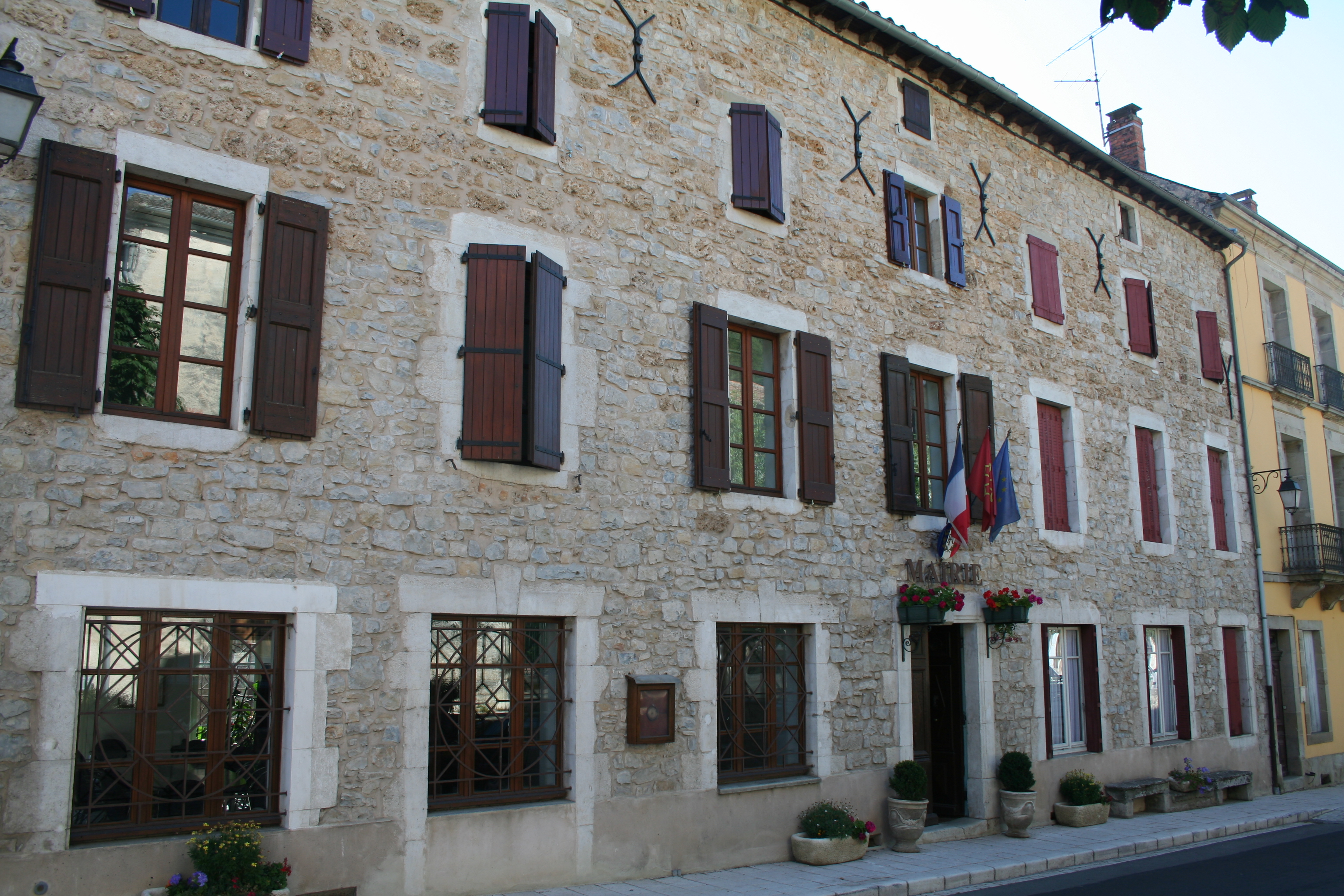
La mairie.

| Période                                  | Période  | Identité                | Étiquette | Qualité                                                               |
| ---------------------------------------- | -------- | ----------------------- | --------- | --------------------------------------------------------------------- |
| 1792                                     | 1796     | Jacques Bourrilhon      |           |                                                                       |
| 1796                                     | 1798     | Honoré "Cadet" Fabry    |           |                                                                       |
| 1798                                     | 1800     | Michel Caumels          |           |                                                                       |
| 1800                                     | 1804     | Marc Antoine Vernhet    |           |                                                                       |
| 1804                                     | 1830     | Jean Philippe Fabry     |           |                                                                       |
| 1830                                     | 1837     | Amédée Vernhet          |           |                                                                       |
| 1837                                     | 1841     | Louis Gaucel            |           |                                                                       |
| 1841                                     | 1851     | Gervais Fabry           |           |                                                                       |
| 1851                                     | 1863     | Hercule De Villefort    |           |                                                                       |
| 1863                                     | 1870     | Guillaume Urbain Privat |           |                                                                       |
| 1870                                     | 1871     | Victor Fisseux          |           |                                                                       |
| 1871                                     | 1876     | Léon Salvan             |           |                                                                       |
| 1876                                     | 1878     | Victor Fisseux          |           |                                                                       |
| 1878                                     | 1896     | Etienne Salvan          |           |                                                                       |
| 1896                                     | 1900     | André Benoit            |           |                                                                       |
| 1900                                     | 1909     | Etienne Salvan          |           |                                                                       |
| 1909                                     | 1919     | Gustave Jacob           |           |                                                                       |
| 1919                                     | 1925     | André Benoit            |           |                                                                       |
| 1925                                     | 1929     | Fulcrand Hugonenq       |           |                                                                       |
| 1929                                     | 1935     | Constantin Rames        |           |                                                                       |
| 1935                                     | 1945     | Edouard Pouget          |           |                                                                       |
| 1945                                     | 1947     | Henri Fournier          |           |                                                                       |
| 1947                                     | 1959     | François Migayrou       |           |                                                                       |
| 1959                                     | 1965     | Henri Rames             |           |                                                                       |
| 1965                                     | 1978     | André Laborie           |           |                                                                       |
| 1925                                     | 1929     | Fulcrand Hugonenq       |           |                                                                       |
| 1978                                     | 1989     | Gabriel Lescure         |           |                                                                       |
| 1989                                     | 2001     | Michel Paul             |           |                                                                       |
| mars 2001                                | 2003     | Gilbert Tabaries        |           |                                                                       |
| 2003                                     | En cours | Christophe Laborie,     | UDI       | Cadre de la fonction publique, Président de la Communauté de communes |
| Les données manquantes sont à compléter. |          |                         |           |                                                                       |

## Démographie
L'évolution du nombre d'habitants est connue à travers les recensements de la population effectués dans la commune depuis 1793. Pour les communes de moins de 10 000 habitants, une enquête de recensement portant sur toute la population est réalisée tous les cinq ans, les populations de référence des années intermédiaires étant quant à elles estimées par interpolation ou extrapolation. Pour la commune, le premier recensement exhaustif entrant dans le cadre du nouveau dispositif a été réalisé en 2007.

En 2022, la commune comptait 513 habitants, en évolution de −1,16 % par rapport à 2016 (Aveyron : +0,37 %, France hors Mayotte : +2,11 %).
| 1793 | 1800 | 1806  | 1821  | 1831  | 1836  | 1841  | 1846  | 1851  |
| ---- | ---- | ----- | ----- | ----- | ----- | ----- | ----- | ----- |
| 950  | 991  | 1 673 | 1 695 | 1 813 | 1 857 | 1 654 | 1 646 | 1 608 |

| 1856  | 1861  | 1866  | 1872  | 1876  | 1881  | 1886  | 1891  | 1896  |
| ----- | ----- | ----- | ----- | ----- | ----- | ----- | ----- | ----- |
| 1 640 | 1 558 | 1 515 | 1 423 | 1 525 | 1 612 | 1 614 | 1 395 | 1 202 |

| 1901  | 1906 | 1911 | 1921 | 1926 | 1931 | 1936 | 1946 | 1954 |
| ----- | ---- | ---- | ---- | ---- | ---- | ---- | ---- | ---- |
| 1 097 | 995  | 933  | 803  | 785  | 725  | 653  | 579  | 570  |

| 1962 | 1968 | 1975 | 1982 | 1990 | 1999 | 2006 | 2007 | 2012 |
| ---- | ---- | ---- | ---- | ---- | ---- | ---- | ---- | ---- |
| 540  | 513  | 510  | 434  | 345  | 364  | 493  | 511  | 500  |

| 2017 | 2022 | - | - | - | - | - | - | - |
| ---- | ---- | - | - | - | - | - | - | - |
| 524  | 513  | - | - | - | - | - | - | - |

## Économie

### Revenus
En 2018  (données Insee publiées en septembre 2021), la commune compte 181 ménages fiscaux, regroupant 374 personnes. La médiane du revenu disponible par unité de consommation est de 19 250 € (20 640 € dans le département).

### Emploi
| Division       | 2008  | 2013  | 2018  |
| -------------- | ----- | ----- | ----- |
| Commune        | 4,6 % | 4,8 % | 5,8 % |
| Département    | 5,4 % | 7,1 % | 7,1 % |
| France entière | 8,3 % | 10 %  | 10 %  |

En 2018, la population âgée de 15 à 64 ans s'élève à 305 personnes, parmi lesquelles on compte 76 % d'actifs (70,1 % ayant un emploi et 5,8 % de chômeurs) et 24 % d'inactifs,. Depuis 2008, le taux de chômage communal (au sens du recensement) des 15-64 ans est inférieur à celui de la France et du département.
La commune est hors attraction des villes,. Elle compte 145 emplois en 2018, contre 126 en 2013 et 134 en 2008. Le nombre d'actifs ayant un emploi résidant dans la commune est de 219, soit un indicateur de concentration d'emploi de 66,3 % et un taux d'activité parmi les 15 ans ou plus de 51,4 %.
Sur ces 219 actifs de 15 ans ou plus ayant un emploi, 92 travaillent dans la commune, soit 42 % des habitants. Pour se rendre au travail, 79,8 % des habitants utilisent un véhicule personnel ou de fonction à quatre roues, 0,4 % les transports en commun, 9,1 % s'y rendent en deux-roues, à vélo ou à pied et 10,8 % n'ont pas besoin de transport (travail au domicile).

### Activités hors agriculture

#### Secteurs d'activités
49 établissements sont implantés  à Cornus au 31 décembre 2019. Le tableau ci-dessous en détaille le nombre par secteur d'activité et compare les ratios avec ceux du département,.
| Secteur d'activité                                                                                        | Commune | Commune | Département |
| Secteur d'activité                                                                                        | Nombre  | %       | %           |
| --- | ------- | ------- | ----------- |
| Ensemble                                                                                                  | 49      |         |             |
| Industrie manufacturière, industries extractives et autres                                                | 17      | 34,7 %  | (17,7 %)    |
| Construction                                                                                              | 2       | 4,1 %   | (13 %)      |
| Commerce de gros et de détail, transports, hébergement et restauration                                    | 9       | 18,4 %  | (27,5 %)    |
| Activités immobilières                                                                                    | 3       | 6,1 %   | (4,2 %)     |
| Activités spécialisées, scientifiques et techniques et activités de services administratifs et de soutien | 7       | 14,3 %  | (12,4 %)    |
| Administration publique, enseignement, santé humaine et action sociale                                    | 9       | 18,4 %  | (12,7 %)    |
| Autres activités de services                                                                              | 2       | 4,1 %   | (7,8 %)     |

Le secteur de l'industrie manufacturière, des industries extractives et autres est prépondérant sur la commune puisqu'il représente 34,7 % du nombre total d'établissements de la commune (17 sur les 49 entreprises implantées  à Cornus), contre 17,7 % au niveau départemental.

#### Entreprises
Les deux entreprises ayant leur siège social sur le territoire communal qui génèrent le plus de chiffre d'affaires en 2020 sont : 
- La Colonie, hébergement touristique et autre hébergement de courte durée (28 k€)
- JCH, activités des sièges sociaux (14 k€)

L'économie de la commune, avec ses 26 fermes, est caractérisée par une agriculture traditionnelle extensive basée sur l'élevage pour la production laitière de brebis destinée à l'élaboration des fromages de Roquefort, Pérail, tome et pour la production de veaux et agneaux destinés à l'engraissement. Une diversification existe tournée vers le tourisme rural. Les loisirs influent un peu sur l'économie communale : location saisonnière de meublés, randonnée, vélo tout terrain, découverte nature. La chasse, indispensable à l'agriculture et à la flore en ce qui concerne le grand gibier, ne se pratique qu'à partir du quinze août.

### Agriculture
La commune est dans les Grands Causses, une petite région agricole occupant le sud-est du département de l'Aveyron. En 2020, l'orientation technico-économique de l'agriculture  sur la commune est l'élevage d'ovins ou de caprins.
|               | 1988  | 2000  | 2010  | 2020  |
| ------------- | ----- | ----- | ----- | ----- |
| Exploitations | 32    | 25    | 22    | 25    |
| SAU (ha)      | 6 256 | 6 044 | 6 252 | 5 607 |

Le nombre d'exploitations agricoles en activité et ayant leur siège dans la commune est passé de 32 lors du recensement agricole de 1988  à 25 en 2000 puis à 22 en 2010 et enfin à 25 en 2020, soit une baisse de 22 % en 32 ans. Le même mouvement est observé à l'échelle du département qui a perdu pendant cette période 51 % de ses exploitations,. La surface agricole utilisée sur la commune a également diminué de 6 256 ha en 1988 à 5 607 ha en 2020. Parallèlement la surface agricole utilisée moyenne par exploitation a augmenté, passant de 196 à 224 ha.

## Culture locale et patrimoine

### Édifices civils
- Vestiges de la tour d'Aiguillon.
- Château de Sorgues, manoir du  XVe siècle, restauré.
- Manoir de Canals ; petit manoir flanqué d'une tour carrée et de quelques mâchicoulis ; il est attesté en 1326.

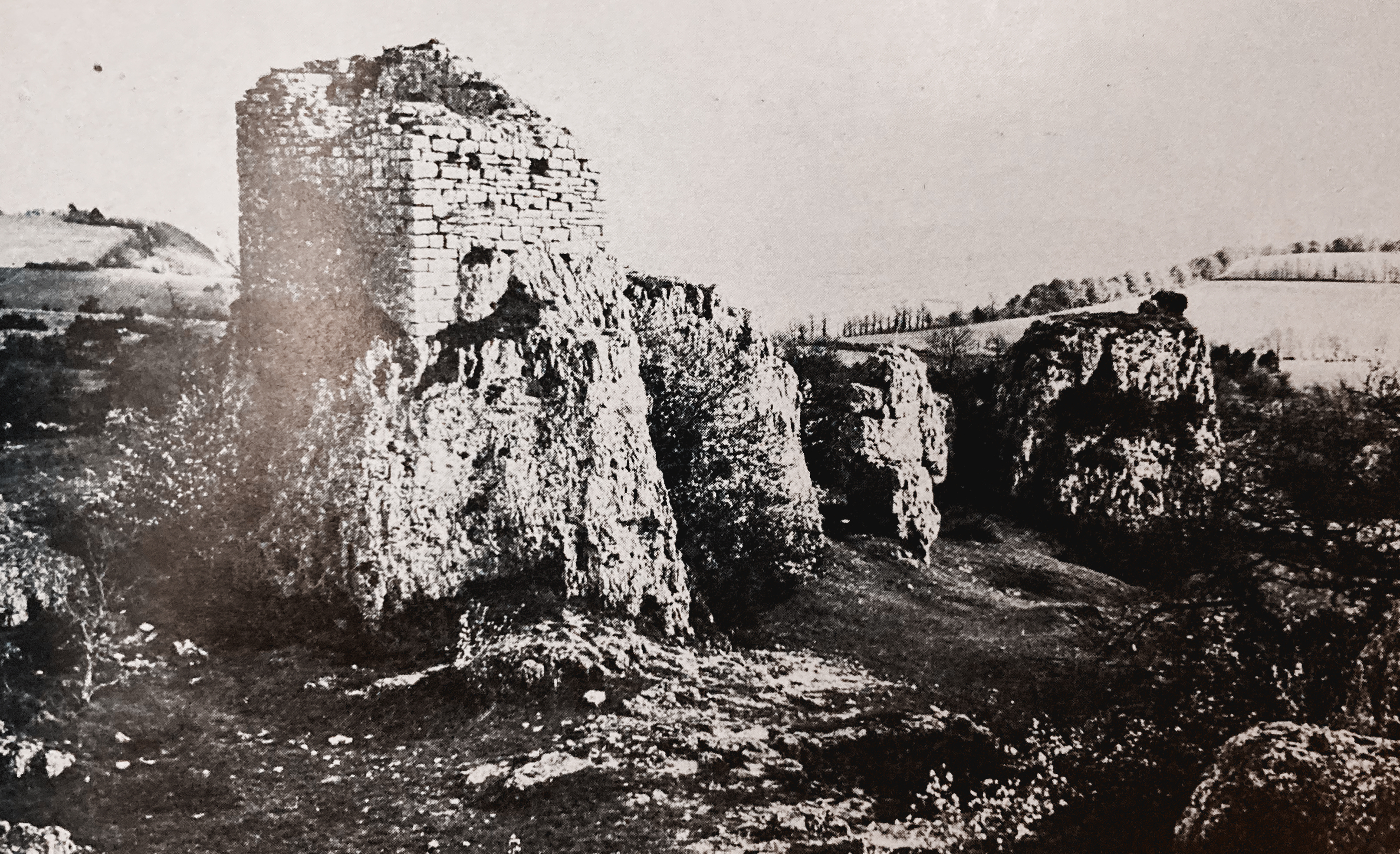
Vestiges de la tour des Aiguilhon.
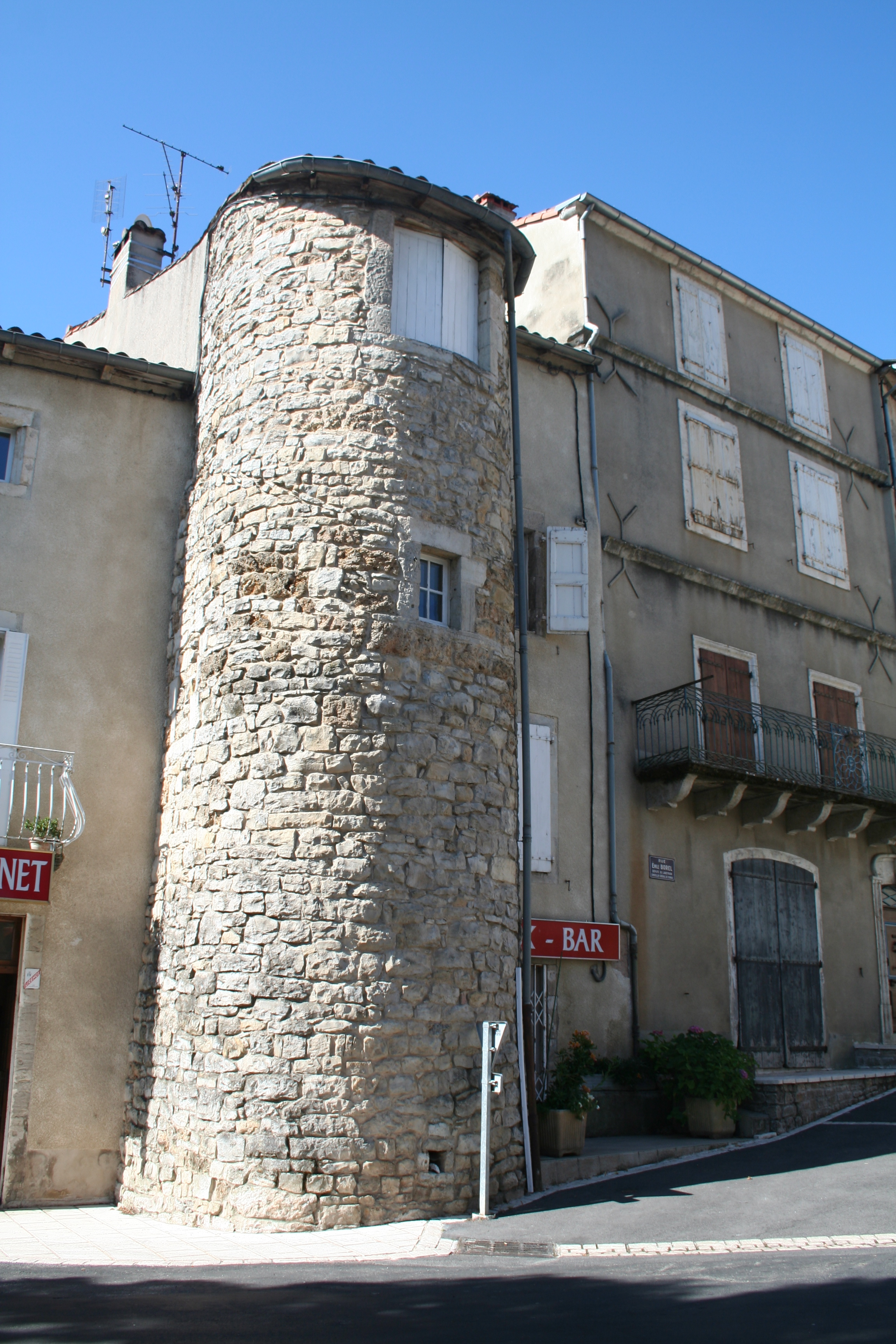
Tour.
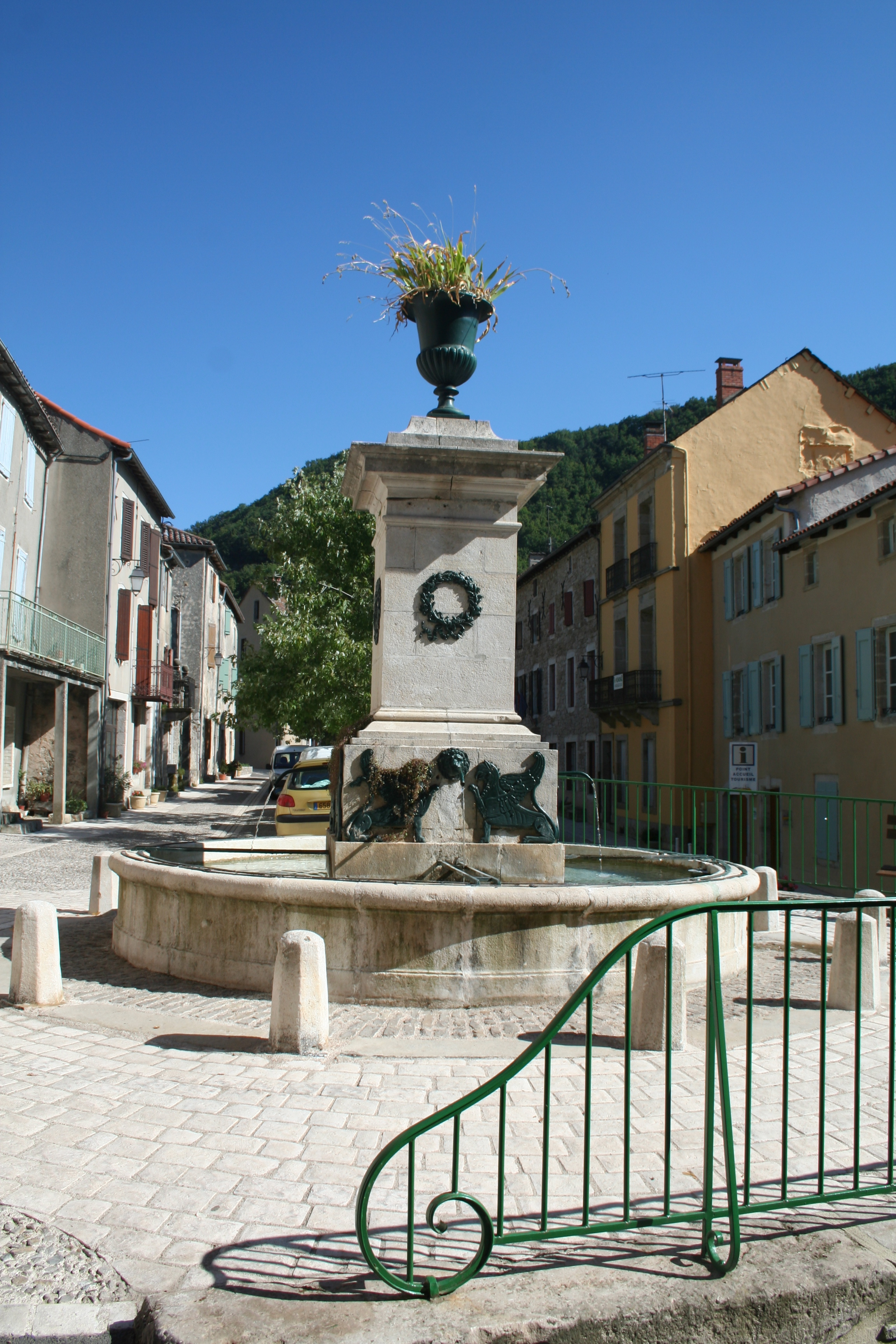
Fontaine.
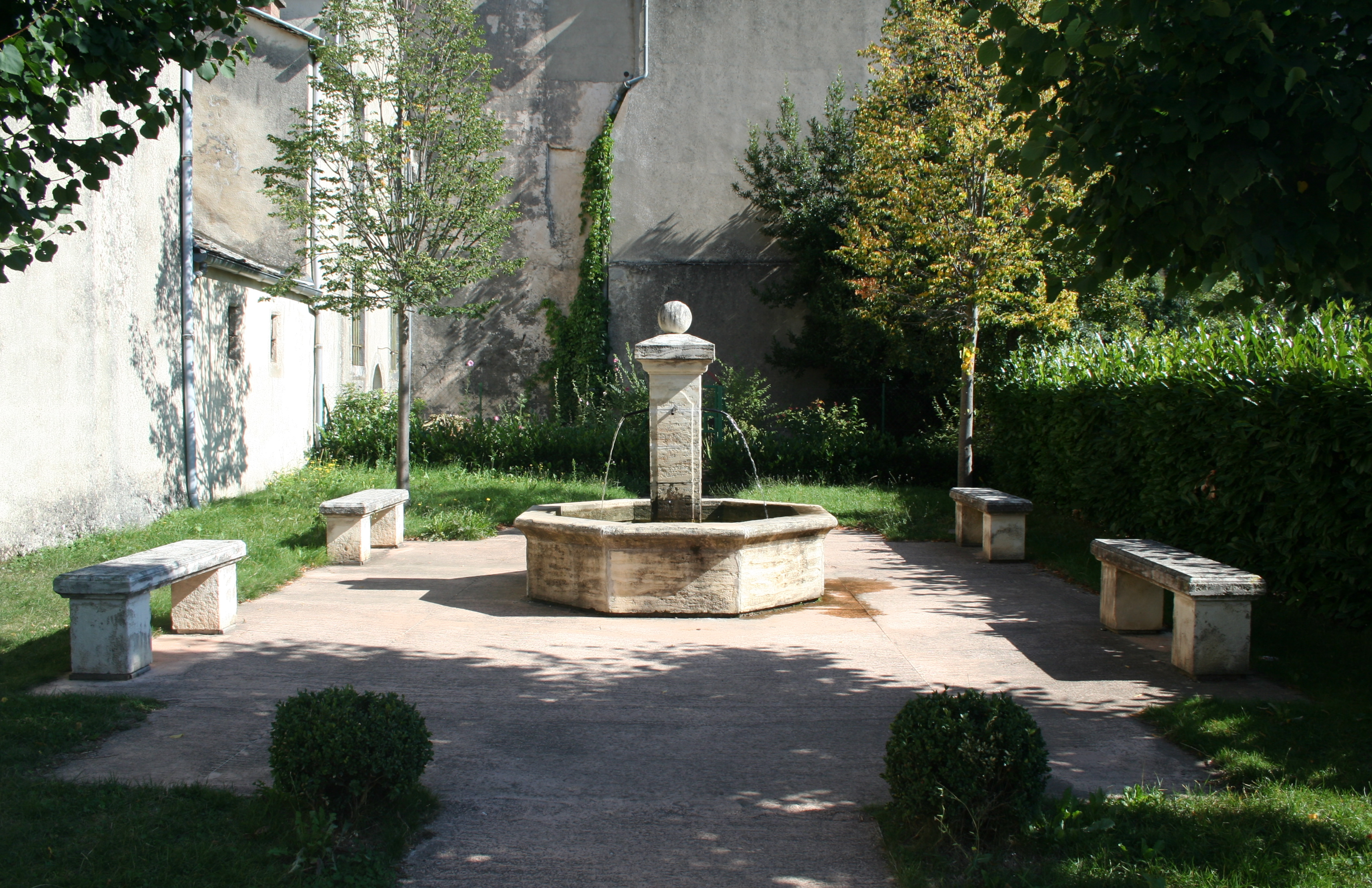
Fontaine.
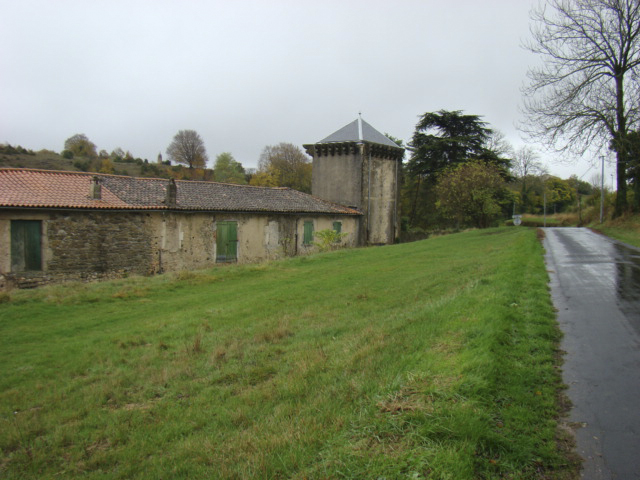
Manoir de Canals.

### Édifices religieux
- Église Saint-Pierre-ès-Liens de Cornus. XIXe siècle : retable monumental de calcaire blanc.
- Église Saint-Martin de Canals.
- Église de La Bastide-des-Fonts : clocher-mur.
- Temple protestant.

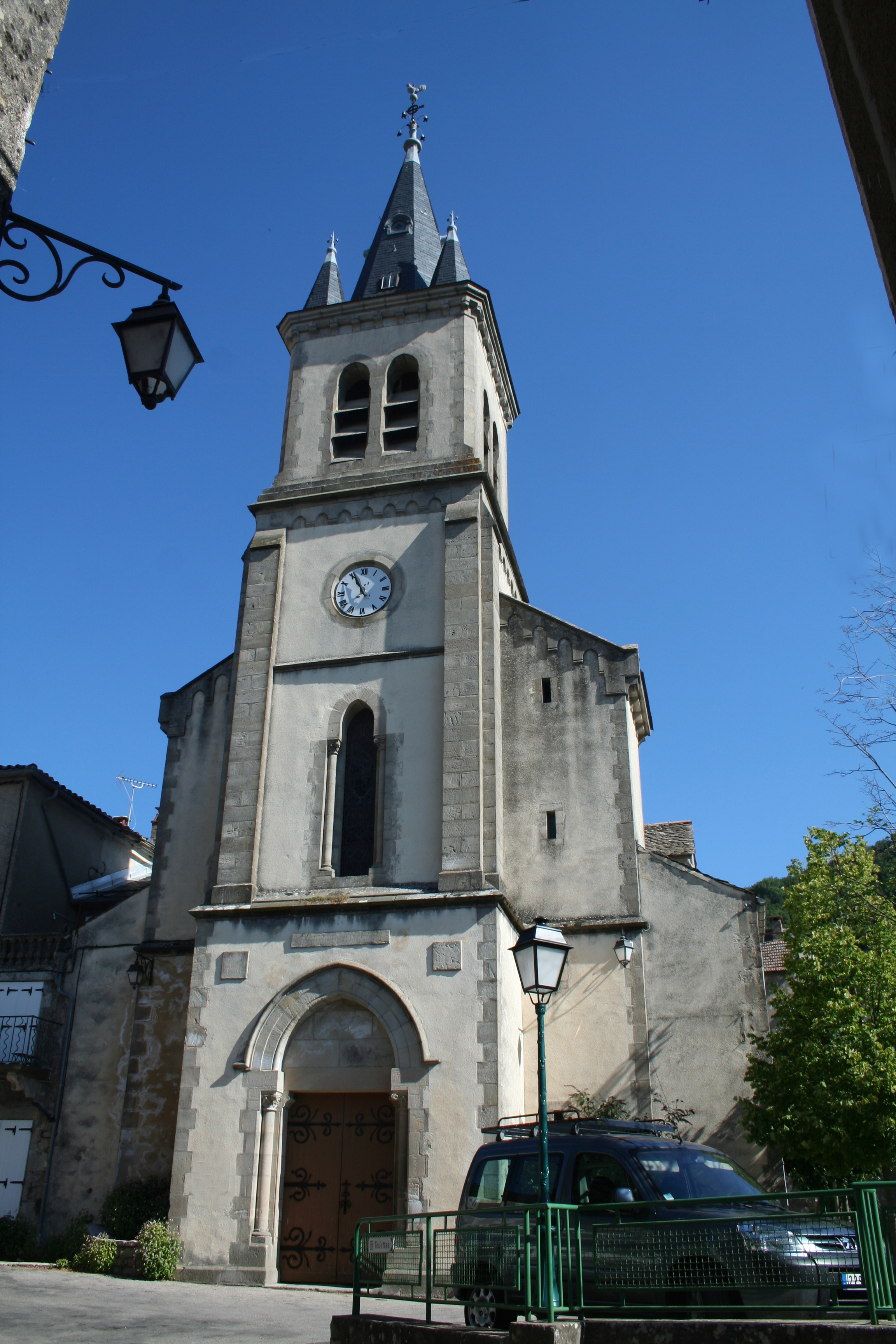
Église Saint-Pierre-ès-Liens de Cornus.
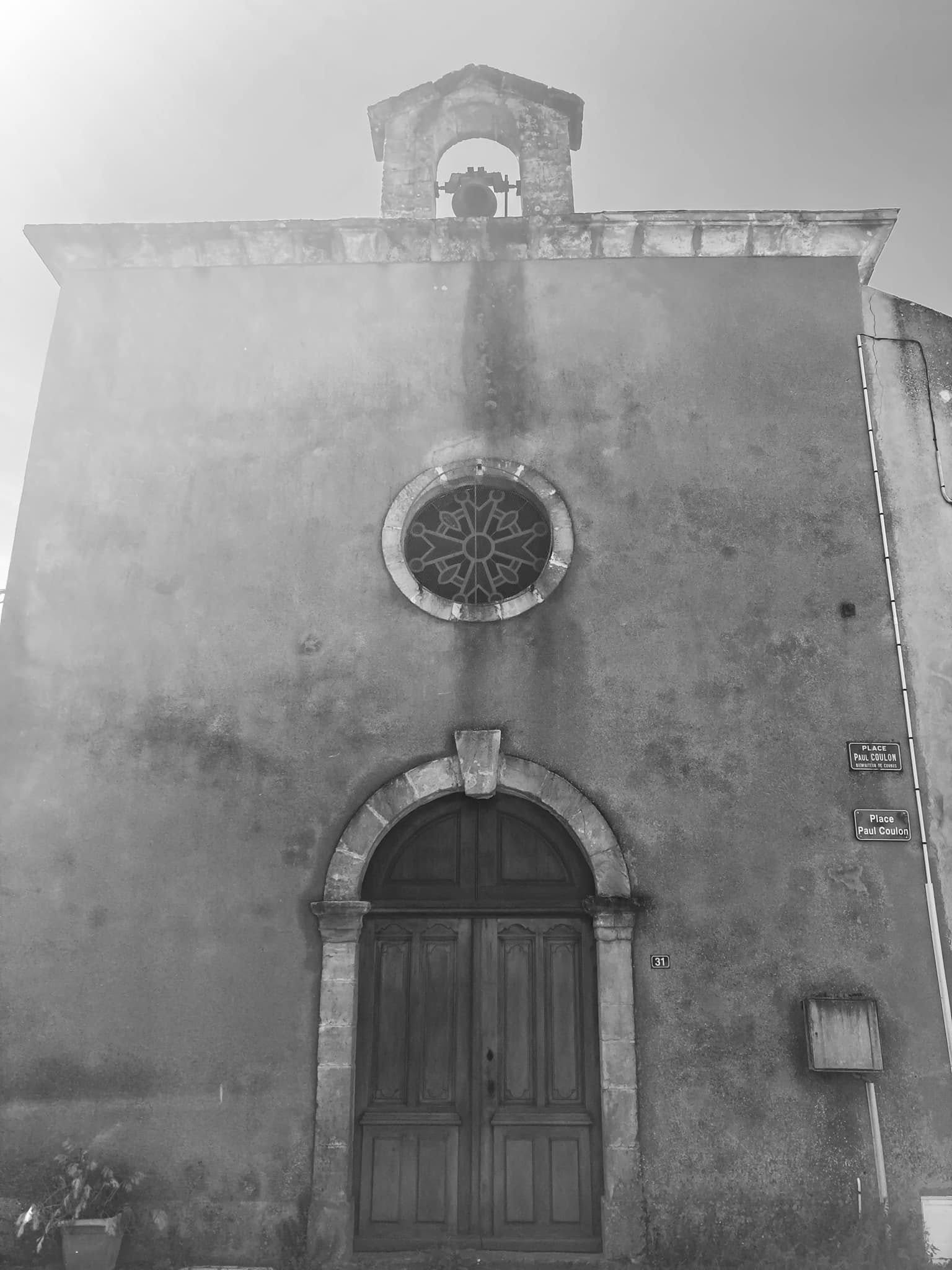
Temple Protestant
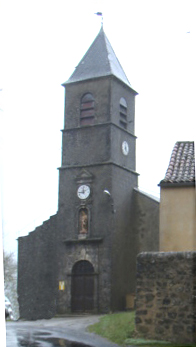
Église Saint-Martin de Canals.

### Vestiges préhistoriques et antiques

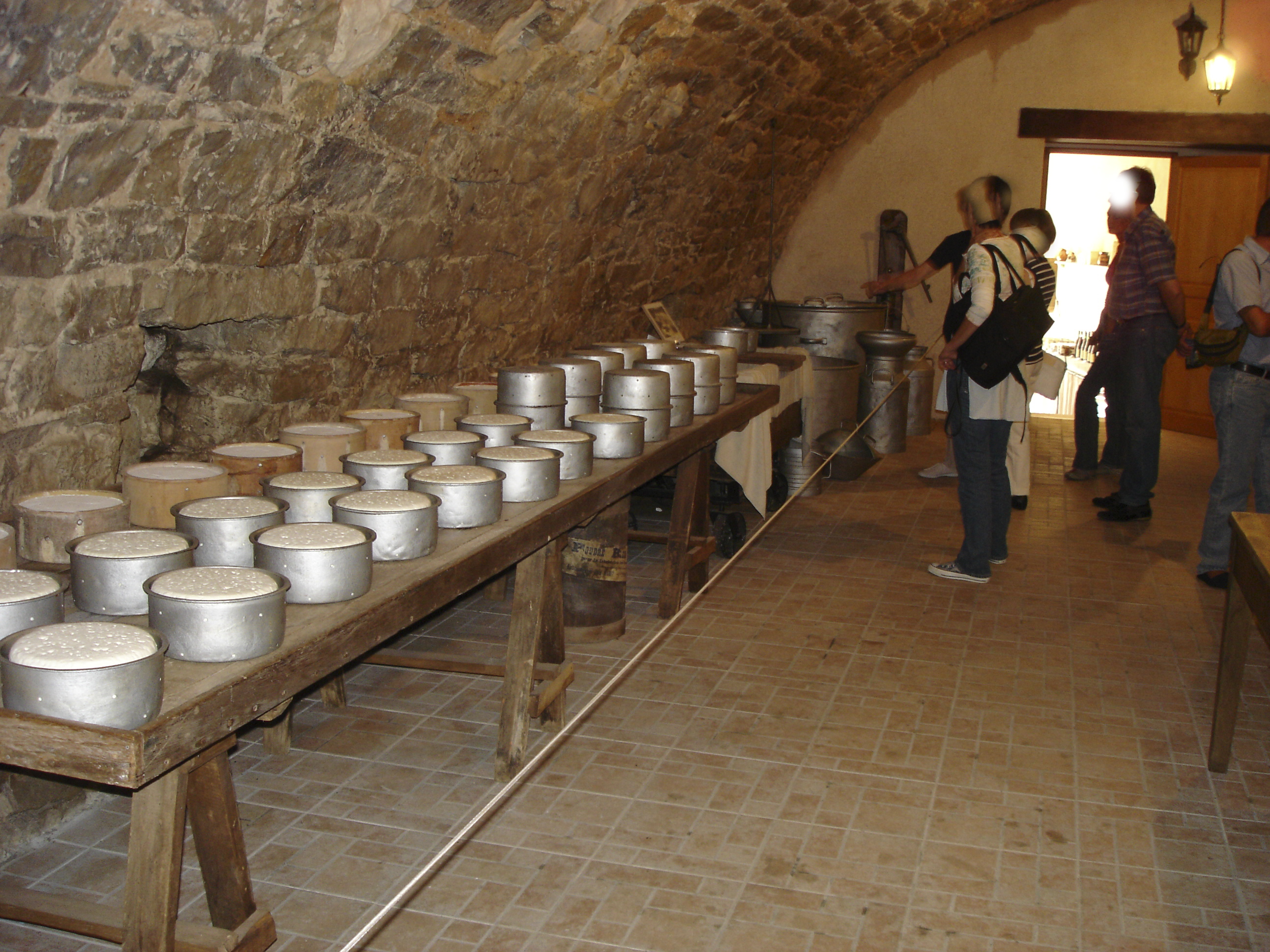
Musée des traditions,
la laiterie de Roquefort.

- Grotte sépulcrale de Camp Rouch: mobilier du chalcolithique.
- Dolmens.
- Trouvailles gallo-romaines à Sorgues.

### Patrimoine culturel
- Musée des traditions.

### Héraldique
| Blason de Cornus | Blason  | Parti de gueules et d'argent, à la tour donjonnée de trois pièces de l'un en l'autre, mouvant de la pointe, soutenue à dextre d'un léopard lionné d'or et à senestre d'un lion de gueules, le tout sommé d'un chef d'azur chargé de trois colombes d'argent, becquées et membrées de gueules. |
| Blason de Cornus | Détails | Le statut officiel du blason reste à déterminer. |